# 拉維爾科韋
50°43′56″N 33°11′22″E / 50.73222°N 33.18944°E
拉維爾科韋（烏克蘭語：Лавіркове），是烏克蘭北部的村莊，隸屬切爾尼希夫州的普里盧基區。該村始建於1800年，面積0.35平方公里，海拔高度173米，2001年人口134，人口密度每平方公里386.2人。